# Thomas Muckle
Thomas James Muckle (ur. 3 stycznia 1931 w Wielkiej Brytanii, zm. 7 listopada 2014 w Kanadzie) – szkocki lekarz, patolog, muzyk oraz winiarz i współwłaściciel winnicy Thirty Bench Winery w Ontario.

## Życiorys
Thomas Muckle urodził się w Szkocji. Ukończył Newcastle Medical School i następnie podjął pracę w Royal Victoria Infirmary w Newcastle upon Tyne. W 1962 opisał wrodzony zespół objawiający się pokrzywką, głuchotą oraz amyloidozą nazwany zespołem Muckle’a-Wellsa. W 1970 przeprowadził się do Kanady i objął stanowisko profesora w Uniwersytecie McMaster oraz kierownika laboratorium w Chedoke Hospital w Hamilton. Jego uczniem był James Orbinski (kanadyjski lekarz i działacz humanitarny, w 1999 odebrał pokojową nagrodę Nobla w imieniu organizacji Lekarze bez Granic, której był wówczas przewodniczącym). Zmarł w 2014 roku w Kanadzie z powodu powikłań choroby Parkinsona. 

## Thirty Bench Winery
W 1980 dr Thomas Muckle wraz z innym profesorem McMaster University Yorgosem Papageorgiou oraz właścicielem sklepu z winem Frankiem Zeritschem nabył winnicę w regionie Beamsville Bench. W 1981 dr Thomas Muckle posadził pierwszą odmianę winorośli Rieslinga. Od 1994 roku, winnica uzyskała licencję i rozpoczęto produkcję pierwszego wina butikowego w tym regionie pod marką Thirty Bench Wine Makers. W 2005 winnica została sprzedana spółce Andrew Peller. 

## Życie prywatne
Dwukrotnie żonaty, miał czworo dzieci, trzy córki Simone, Kristinę i Fionę oraz syna Kevina. Wysokiej klasy muzyk amator, pianista samouk oraz kompozytor. 